# Gampärlhöna
Gampärlhöna (Acryllium vulturinum) är en fågel i den lilla afrikanska familjen pärlhöns inom ordningen hönsfåglar.

## Utseende och läte
Gampärlhönan är en udda långhalsad och långstjärtad hönsfågel med mestadels gamlikt bart huvud, därav namnet. På det blåfärgade bröstet syns förlänga svartvita fjädrar och i nacken en kastanjebrun fläck. Ungfåglarna är mattare i färgerna och brunaktiga. Lätet består av en upprörd stigande och fallande skallrig serie, likt hjälmpärlhönans men ljusare.

## Utbredning och systematik
Gampärlhönan förekommer i torra buskmarker från södra Etiopien och Somalia till nordöstra Tanzania. Den placeras som enda art i släktet Acryllium och behandlas som monotypisk, det vill säga att den inte delas in i några underarter.

## Levnadssätt
Gampärlhönan hittas i torr savann och törnbuskmarker. Den ses nästan alltid i flock, från några få individer upp till dussintals.

## Status och hot
Arten har ett stort utbredningsområde och en stor population med stabil utveckling och tros inte vara utsatt för något substantiellt hot. Utifrån dessa kriterier kategoriserar internationella naturvårdsunionen IUCN arten som livskraftig (LC).

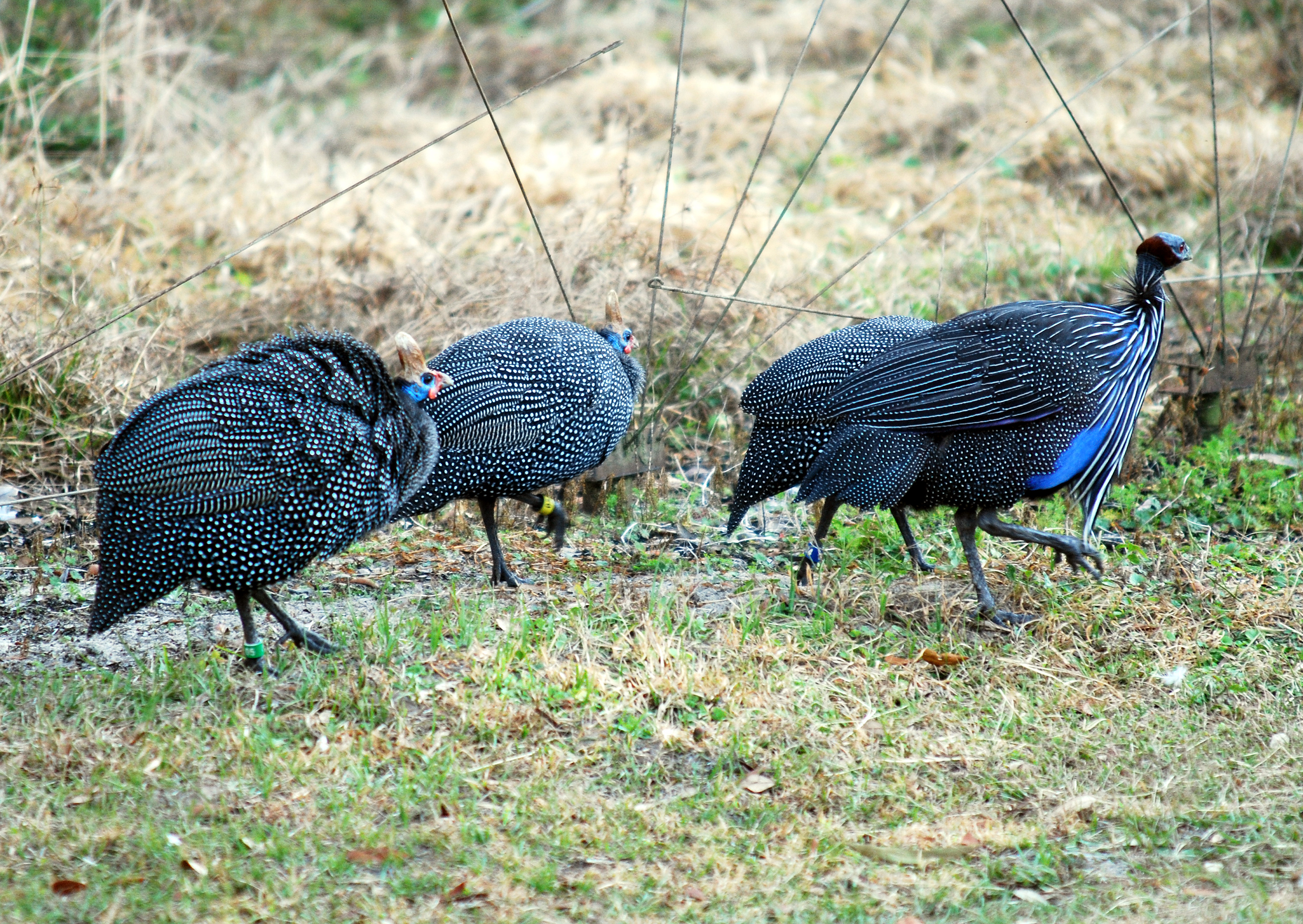